# باغ‌های کندلوس
باغ‌های کندلوس فیلمی به کارگردانی و نویسندگی ایرج کریمی محصول سال ۱۳۸۳ است.

## داستان
بیژن (اوژن سیروسی)، علی (احسان امانی) و سعید (مسعود کرامتی) سه دوست‌ند که سفری را به سمت شمال ایران و منطقهٔ کندلوس آغاز می‌کنند تا گور دوستانشان، کاوه (محمدرضا فروتن) و آبان (خزر معصومی) را بیابند. زوجی که بر اثر ابتلا به بیماری سرطان در فاصلهٔ کوتاهی پس از یکدیگر درگذشته‌اند. این سفر بهانه‌ای می‌شود تا این سه دوست در مسیر رسیدن به گور دوستانشان داستان عشق آن‌ها، و سال‌های زندگی پایانی آن‌ها را دنبال کنند.
آبان به بیماری سرطان مبتلا بوده و از بیماری کاوه-نوعی دیگر از سرطان- بی‌اطلاع است. اما کاوه برای آزار ندادن آبان خبر بیماری خود را از او پنهان می‌کند. آبان با معرفی کردن دوست/خواهر معنوی خود آذر (بهناز جعفری) به کاوه تلاش می‌کند تا کاوه را پس از مرگ او تنها نگذارد. اما کاوه تفاهمی با آذر ندارد و فرصتی برای زندگی نیز، چرا که پیش از آبان می‌میرد…
کاوه و آبان در روزهای پایانی زندگی خود، روزهای گذشتهٔ خود را مرور می‌کنند:روزی که بدون آن که یکدیگر را بشناسند با هم تصادف کردند، آبان برای دیدار کاوه به بیمارستان آمد و آن‌ها-که هر دو علاقه‌مند به کوه و زندگی در طبیعت بودند- به عشق رسیدند.
سعید، بیژن و علی، پس از جستجوی بسیار در کندلوس و کمک گرفتن آن‌ها از یک رانندهٔ نعش‌کش علاقه‌مند به فلسفه (رضا ناجی)، مردی که متولی گورستان محلی است (سید ابراهیم عمادی) و زوجی که پس از ترک تهران به طبیعت کندلوس پناه آورده‌اند (شاهرخ فروتنیان و فریبا کامران) گور این زوج را می‌یابند. آن‌ها در پایان داستان به درک تازه‌ای از مفاهیمی مانند عشق، مرگ و زیستن رسیده‌اند. در پایان داستان مشخص می‌شود که دو نفر از این سه دوست در همان ابتدای داستان در تصادفی سخت در راه درگذشته‌اند؛ تنها سعید زنده مانده است که حالا سخت مجروح است و دارد داستان سفری را روایت می‌کند که رخ دادن یا ندادنش در ابهام است…
سعید آرزو می‌کند که کاش روزی به باغ‌های کندلوس برگردد.

## بازیگران
- محمدرضا فروتن
- خزر معصومی
- مسعود کرامتی
- احسان امانی
- اوژن سیروسی
- بهناز جعفری
- رضا ناجی
- شاهرخ فروتنیان
- فریبا کامران
- محمد ابراهیم یونسی

## موسیقی متن
موسیقی متن فیلم باغ‌های کندلوس توسط گروه موسیقی هال (نام پیشین گروه دنگ شو) ساخته شده است. موسیقی این فیلم، سه قطعهٔ بی‌کلام برای پیانو و سازهای زهی را در بر می‌گیرد. پیش از این، بنا بود که موسیقی باغ‌های کندلوس را سینا سلیمی -آهنگساز فیلم پیشین کریمی، چند تار مو- بسازد که این اتفاق با سفر ناگهانی سلیمی میسر نمی‌شود. با این حال، نام آهنگساز فیلم-با توجه به خبر آغازین ساخت فیلم- در اغلب منابع به اشتباه سینا سلیمی درج شده است.